# Departamento de Eficiencia Gubernamental
El Departamento de Eficiencia Gubernamental (DOGE por sus siglas en inglés) es una comisión asesora presidencial de los Estados Unidos. Su tarea es reestructurar el gobierno federal y eliminar regulaciones para reducir los gastos y aumentar la eficiencia del gobierno. A pesar del nombre, DOGE no es un departamento ejecutivo federal, cuya creación requeriría la aprobación del Congreso de los Estados Unidos. Una de las primeras medidas del DOGE fue el cierre de la agencia estatal USAID.
El comité fue anunciado por el presidente Donald Trump en noviembre de 2024, para su segundo mandato. Estuvo dirigido por el empresario Elon Musk, quien se retiró del cargo tras cuatro meses al mando de este organismo debido a que su periodo como empleado especial había finalizado. Pero en su último periodo al mando de DOGE, presentó algunas críticas al gobierno de Trump. Según afirmó en su red social X, estaba decepcionado por la aprobación del Gran y Hermoso Proyecto Ley del cual baja impuestos y realiza algunos aumentos en el gasto migratorio y en el gasto en defensa y según Musk esto iba en contra de los principios del DOGE. Vivek Ramaswamy inicialmente iba a liderar con Musk, pero se fue para postularse a gobernador de Ohio. La comisión se creó el 20 de enero de 2025, y DOGE tendrá una oficina en la Casa Blanca y tendrá alrededor de 20 empleados. Trump anunció que el trabajo de la comisión concluirá a más tardar el 4 de julio de 2026, coincidiendo con el 250.º aniversario de la firma de la Declaración de Independencia Según datos oficiales, el organismo a llegado a recortar U$ 100.000 millones, pero otras fuentes hablan de un número que no supera los U$ 30.000 millones.

## Historia
Anteriormente, el político estadounidense y candidato presidencial Ron Paul fue sugerido por Musk para trabajar en el departamento.

## Contexto
La segunda presidencia de Donald Trump comenzó el 20 de enero de 2025 cuando asumió su cargo como el 47.º presidente de los Estados Unidos en su segunda investidura, dentro del Capitolio. Miembro del Partido Republicano, Trump fue previamente el 45.º presidente entre 2017 y 2021. Es el segundo presidente en la historia de Estados Unidos en servir dos mandatos no consecutivos, después de Grover Cleveland, quien comenzó su segunda presidencia en 1893. Además, con 78 años y 7 meses, es la persona de mayor edad en ocupar el cargo, superando a su predecesor Joe Biden por sólo unos meses. Finalmente, Trump es el primer presidente que ejerce el cargo con una condena criminal (si bien nunca llegó a ser encarcelado).
Donald Trump fue elegido presidente el 6 de noviembre de 2024 tras su victoria contra la vicepresidenta demócrata Kamala Harris, junto a su compañero de fórmula J. D. Vance. Aunque de forma exigua, fue el primer republicano en veinte años en ganar tanto el voto electoral como el popular, luego de George W. Bush en 2004; algo que no había logrado conseguir en su primera victoria electoral en 2016 contra Hillary Clinton.

### Elon Musk y la política
En 2014 Musk se describía a sí mismo como políticamente medio demócrata y medio republicano.
En 2018 afirmó que no era conservador. «Estoy registrado como votante independiente y soy políticamente moderado.» Debido al aumento de la automatización y la inteligencia artificial, Musk apoya la renta básica universal. También apoya la democracia directa. Se ha descrito a sí mismo como socialista.
Musk ha dicho que Estados Unidos es el mejor país que nunca ha existido en la Tierra, que la democracia no existiría si no fuera por los Estados Unidos, ya que previno su desaparición en las dos guerras mundiales y en la Guerra Fría. También afirmó que sería un error decir que Estados Unidos es perfecto, porque no lo es, y que Estados Unidos ha hecho cosas malas y estúpidas.
Tras la toma de posesión de Trump, Musk aceptó participar en unos consejos consultivos para Trump.
En junio de 2017 y en protesta por la decisión de Trump de retirar a los Estados Unidos del acuerdo de París sobre cambio climático, Musk renunció a su participación en los consejos consultivos diciendo: «El cambio climático es real. Abandonar París no es bueno para Estados Unidos ni para el mundo.»
En agosto de 2019 Musk apoyó en Twitter al candidato presidencial, en las primarias demócratas por la nominación, Andrew Yang, cuyo programa giraba en torno al problema del desplazamiento del trabajo por la automatización y la inteligencia artificial. Musk dijo en un tuit que la renta básica universal es «obviamente necesaria».

### Vivek Ramaswamy y la política
Vivek Ramaswamy fue candidato a la presidencia de los Estados Unidos en las elecciones de 2024 pero se retiró en enero de 2024 al quedar en cuarto lugar del caucus de Iowa.
Ramaswamy saltó a la fama en los círculos conservadores como activista "anti-woke". Comenzó su campaña afirmando que Estados Unidos está en medio de una "crisis de identidad nacional", de la que culpó a las llamadas "nuevas religiones seculares" como el "woke", el "climatismo", el "covidismo" y la "ideología de género". También es un crítico de las iniciativas ambientales, sociales y de gobierno corporativo (ESG).

## Propuesta

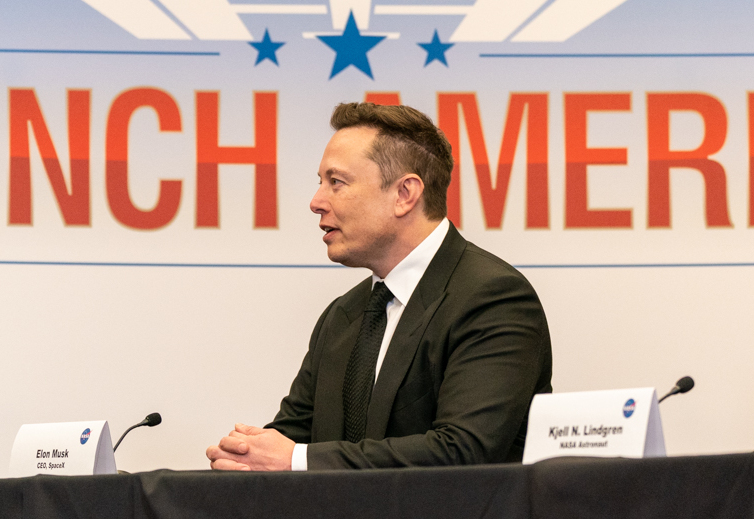
Elon Musk se ha ofrecido a dirigir el departamento.

Trump ha propuesto crear una comisión o agencia centrada en la eficiencia del gobierno, potencialmente liderada por Elon Musk. El objetivo sería racionalizar el gasto gubernamental, reducir la burocracia, eliminar «el despilfarro, el fraude y los pagos indebidos», dentro de los seis meses siguientes a su creación y hacer más eficiente el gobierno federal. Musk ha afirmado que puede recortar al menos dos trillones de dólares (dos billones, en español) de desperdicio del gasto federal.
La idea de un Departamento de Eficiencia Gubernamental también se ha vinculado a las promesas de campaña de Trump de recortar el gasto federal y reducir el tamaño del gobierno.

## Impacto potencial
Jamie Dimon, director general de JP Morgan Chase, el mayor banco estadounidense, ha apoyado la idea de crear el departamento para mejorar la competencia del gobierno. The New York Times escribió sobre si el hecho de que Musk sea contratista del gobierno federal causa un conflicto de intereses con su trabajo en la oficina gubernamental. Musk ha descrito las desregulaciones como el único camino hacia el programa de colonización de Marte de SpaceX, y prometió que "quitará al gobierno de encima de la gente y de sus bolsillos".

## Paralelismos
El presidente de Argentina Javier Milei afirmó que, previo al anuncio oficial de la creación de DOGE, Doja había llamado a Federico Sturzenegger, Ministro de Desregulación y Transformación del Estado de Argentina, para discutir la imitación del modelo de su ministerio en Estados Unidos.
La propuesta de Trump establece paralelismos con una comisión similar establecida durante la presidencia de Ronald Reagan, la Comisión Grace y la Oficina de Eficiencia de los Estados Unidos durante la administración de Woodrow Wilson.

## Críticas
El concepto ha sido recibido con escepticismo por algunos, incluida la Federación Estadounidense de Empleados Gubernamentales, que se preocupan por posibles pérdidas de empleos y el reemplazo de funcionarios públicos por aliados.
Otros expertos en administración pública han argumentado que, en noviembre de 2024, lo que apareció como el plan DOGE en el Wall Street Journal reveló «un malentendido fundamental de la administración pública. En lugar de abordar los problemas administrativos con un bisturí, DOGE corre el riesgo de crear problemas constitucionales con su hacha.
La palabrería de DOGE sobre la eliminación del “despilfarro, el fraude y el abuso” oculta apenas una agenda destinada a desmantelar los organismos de control corporativo (...) y politizar agencias (...) para perseguir fines presidenciales, sin barreras constitucionales. Este enfoque amenaza el delicado equilibrio constitucional que ha sostenido a la República durante más de un siglo, dividiendo el poder entre los tres poderes y la burocracia no partidista en medio de ellos».